# Christian Zacho

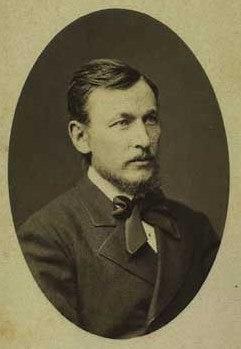
Christian Zacho (1867)

Peter Mørch Christian Zacho (* 31. März 1843 auf dem Hof Pederstrup bei Grenå; † 19. März 1913 in Hellerup) war ein dänischer Landschaftsmaler.

## Leben
Christian Zacho wurde am 31. März 1843, am selben Datum wie der dänische Maler Kristian Zahrtmann, geboren. Seine Eltern waren der Hofbesitzer Rasmus Zacho (1794–1885) und Marie, geb. Mønsted (1801–1891), eine Großtante des Malers Peder Mørk Mønsted. Zacho zeichnete schon als Kind gerne und absolvierte nach seiner Konfirmation eine Malerausbildung beim Tiermaler Emmerik Høegh-Guldberg, beim Maler-Architekten Gustav Friedrich von Hetsch und bei den Landschaftsmalern Janus la Cour und P. C. Skovgaard. Von 1862 bis 1867 besuchte er außerdem die Königlich Dänische Kunstakademie. 1865 hatte er sein Debüt mit dem Gemälde „Ein Septembertag“, das im Schloss Charlottenborg ausgestellt wurde. 1872 reiste Zacho nach Italien und in den nachfolgenden Jahren mehrfach nach Frankreich, u. a. zu Camille Bernier und Léon Bonnat, wo er seine Maltechnik bedeutend weiterentwickelte. Zusammen mit seinen Malerkollegen Godfred Christensen und Vilhelm Groth trug Zacho dazu bei, in Dänemark eine neue Begeisterung für die französische Kultur zu wecken. 1884 heiratete Zacho Cathrine Mathilde Marstrand. 1897 wurde ihm der Professorentitel verliehen.

## Werk
Zacho spezialisierte sich auf Landschaftsmalerei. Am meisten wurden seine Gemälde sonnenbeschienener Frühlingswälder geschätzt. Die Motive seiner Bilder fand er zunächst in Jütland, später arbeitete er mit Vorliebe auf Seeland, Møn und Bornholm. Sein Gemälde „Der erste Schnee“ wurde 1881 vom Statens Museum for Kunst angekauft. Mehrere seiner Gemälde wurden prämiert.

## Gemälde (Auswahl)

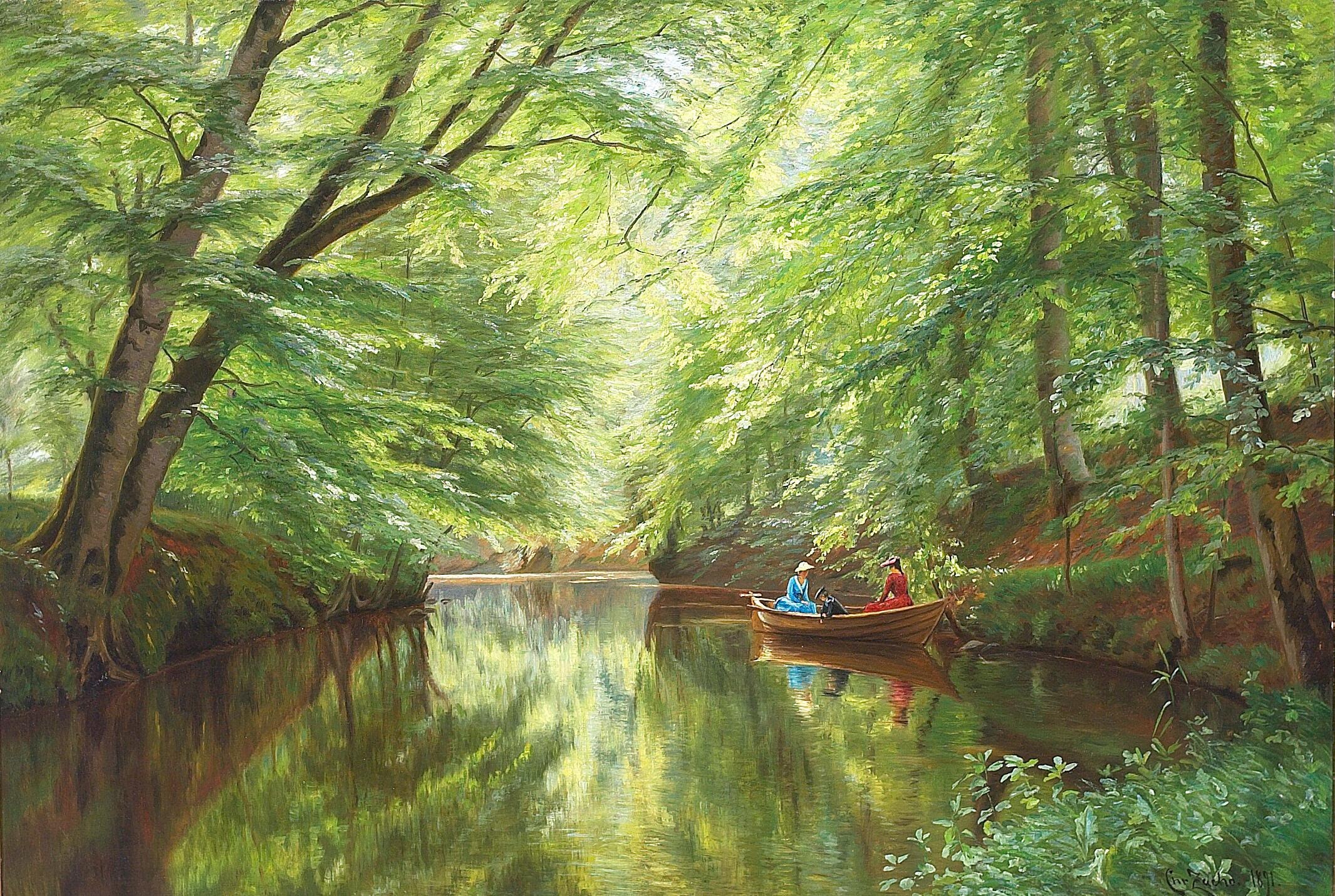
Bootsfahrt auf einem Fluss im Buchenwald (1891)
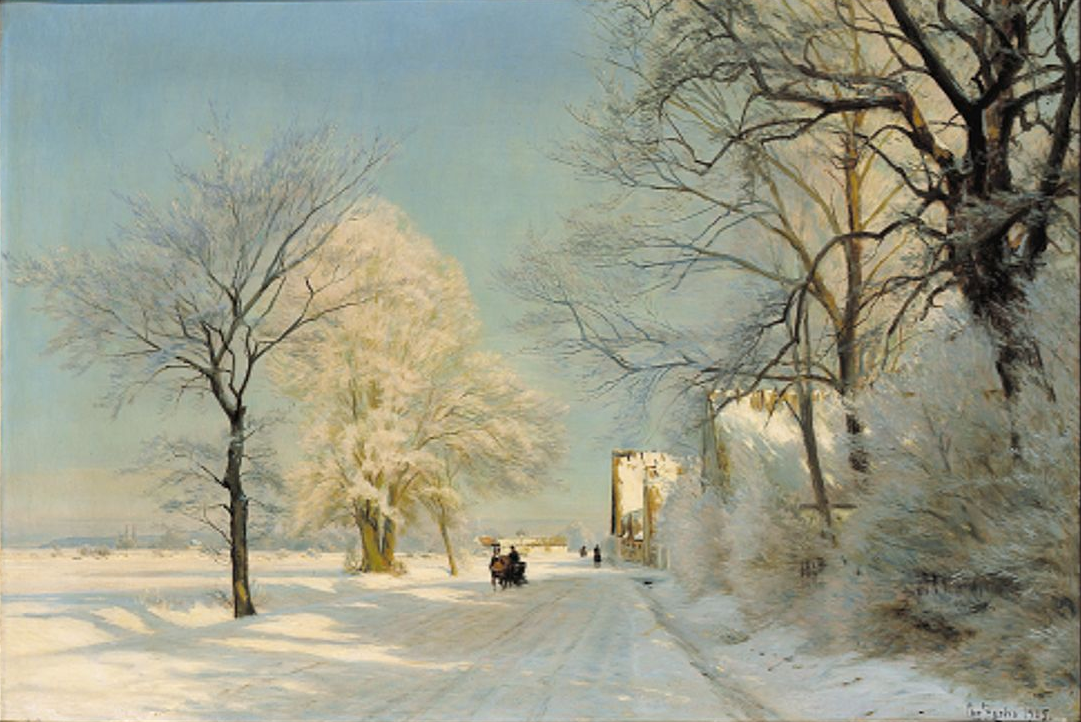
Bereifter Wintermorgen am Bernstorffvej bei Rygård (1905)
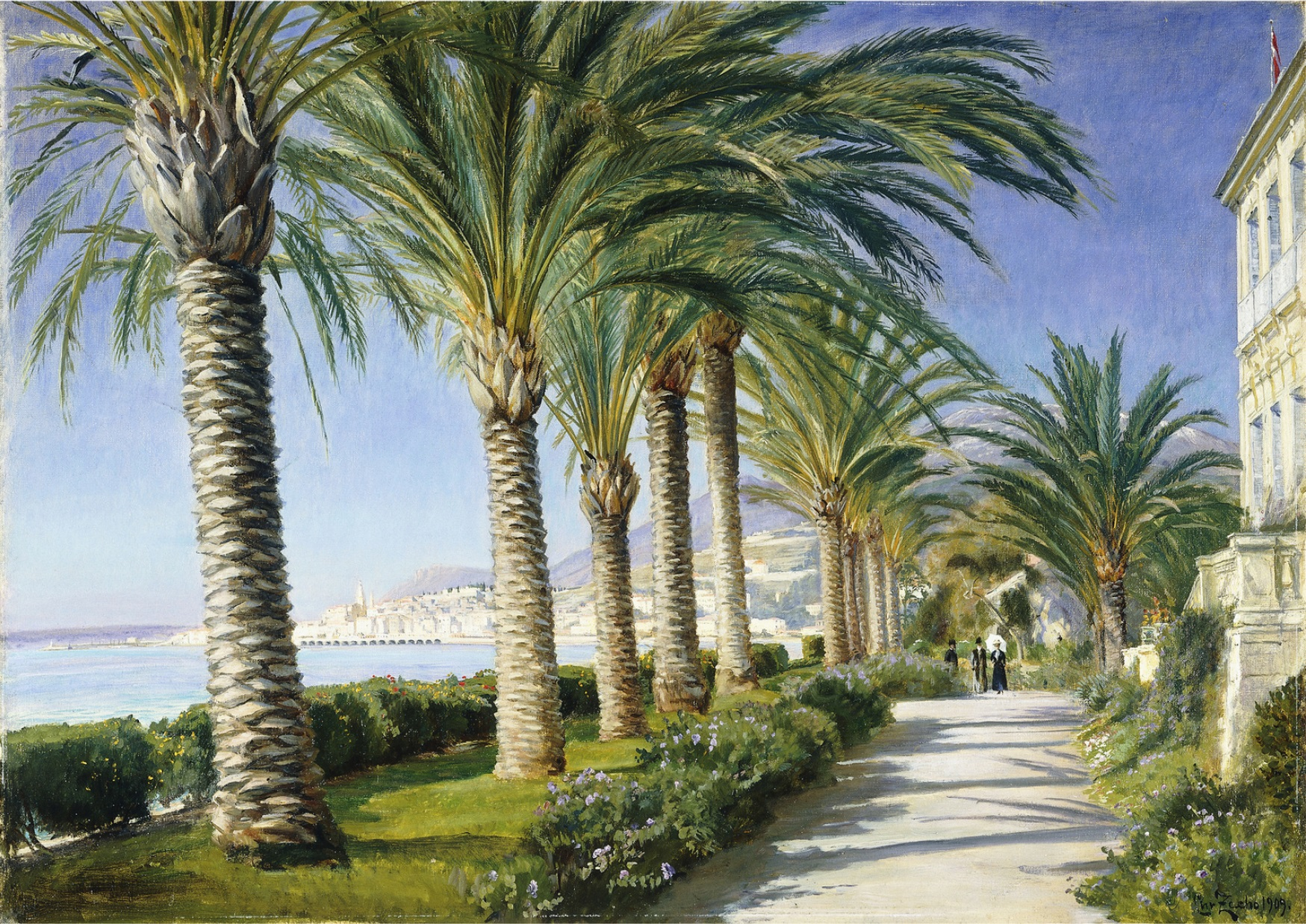
Palmenpromenade in Monte-Carlo (1909)
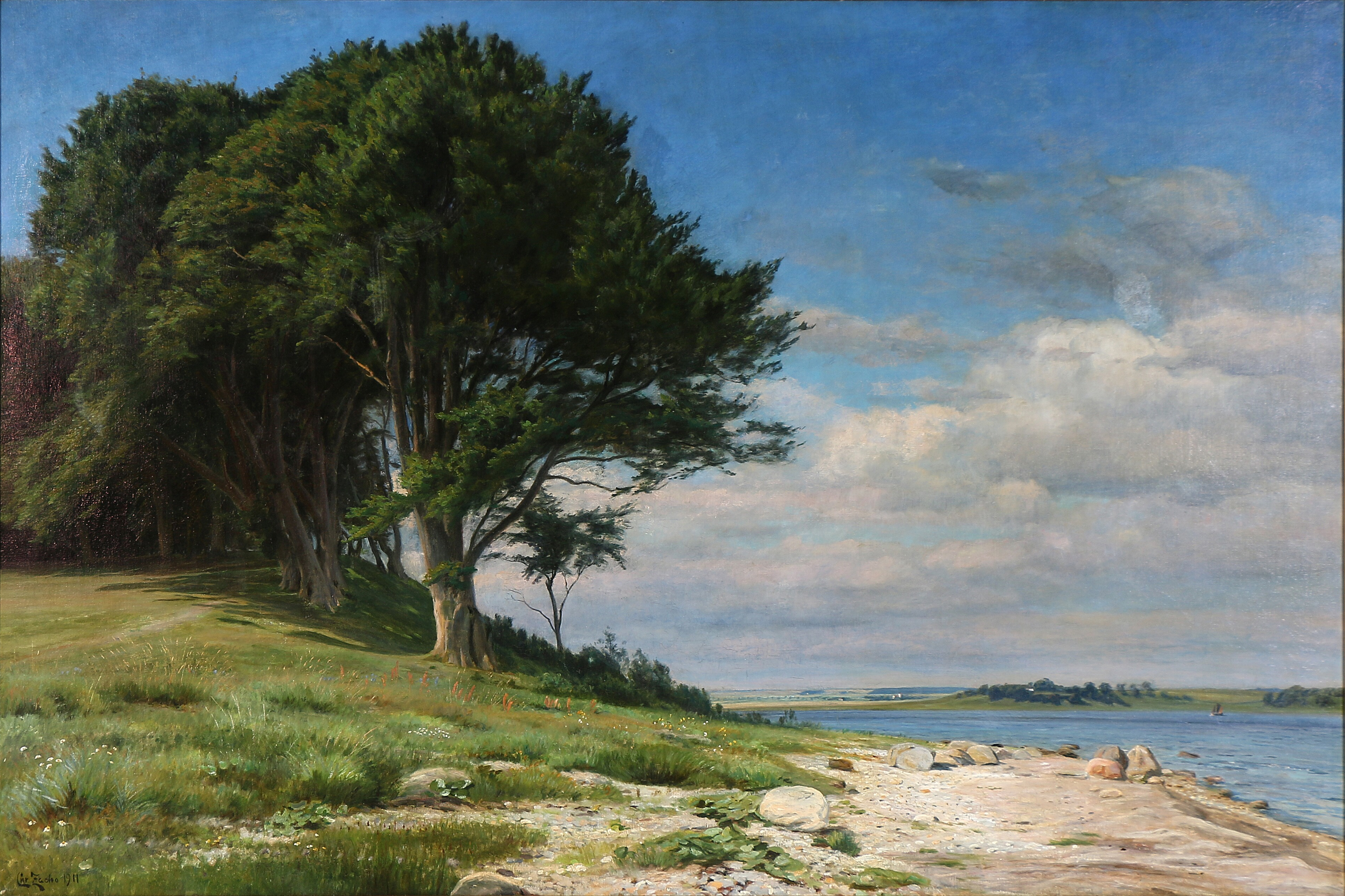
Strandpartie in Bramsnæsvig auf Seeland (1911)